# Sid Going
Sidney Milton Going MBE (* 19. August 1943 in Kawakawa, Neuseeland; † 17. Mai 2024 in Maromaku, Neuseeland) war ein neuseeländischer Rugby-Union-Nationalspieler auf der Position des Gedrängehalbs und nach seiner Spielerkarriere Rugbytrainer. Am bekanntesten war er für sein dynamisches Offensivspiel, das ihm den Spitznamen Super Sid einbrachte.

## Biografie
Going wurde 1962 im Alter von 18 Jahren in die Provinzauswahlmannschaft der North Auckland RU berufen. Sein Debüt gab er dort gegen die Counties Manukau RU. Kurz darauf ging er jedoch für mehrere Jahre als Missionar für die Glaubensgemeinschaft der Kirche Jesu Christi der Heiligen der Letzten Tage nach Kanada.
1965 kehrte er nach Neuseeland zurück, wo er sofort wieder anfing, für North Auckland Rugby zu spielen. Da er einen entfernten Māorihintergrund hat, wurde er noch im selben Jahr für deren Auswahlmannschaft New Zealand Māori nominiert, die ein Spiel gegen die südafrikanische Nationalmannschaft während deren Tour in Neuseeland bestritt. In diesem Spiel konnte Going einen Versuch für seine Mannschaft erzielen. Bei der gleichen Tour spielte er ebenfalls noch mit North Auckland gegen die Südafrikaner.
In North Auckland sowie bei den Māori spielte er zwischen 1965 und 1978 oft neben seinen Brüdern Ken und Brian. Ihre Spezialität war eine untereinander ausgeführte dreifache Scherenbewegung, die ihre Gegner verwirren sollte.
Als die British Lions 1966 in Neuseeland tourten, spielte er erneut mit den Māori und North Auckland jeweils ein Spiel gegen die tourende Mannschaft. Aufgrund seiner gezeigten Leistungen und einer Verletzung seines Konkurrenten Chris Laidlaw berief man ihn ein Jahr später zum ersten Mal in den Kader der neuseeländischen Nationalmannschaft, den sogenannten All Blacks. Sein Länderspieldebüt gab er gegen Australien an seinem Geburtstag im Jahr 1967 in Wellington. Das Spiel konnten die All Blacks mit 29:9 gewinnen. In den folgenden Jahren wurde Going zu einer festen Größe in der Nationalmannschaft Neuseelands. So gehörte er auch 1971 zu den All Blacks, die zum ersten und bis heute einzigen Mal eine Testserie gegen die British Lions verloren. Die Lions konnten auf ihrer Tour in Neuseeland zwei Siege und ein Unentschieden gegen die All Blacks verbuchen. Going konnte jedoch mit seiner Provinz ihr Spiel gegen die Lions gewinnen. Bereits hier kristallisierte sich ein Privatduell über die nächsten Jahre mit der walisischen Rugbygröße Gareth Edwards heraus, der ebenfalls auf der Position des Gedrängehalbs spielte.
Going war 1972–1973 ein Schlüsselspieler auf der Europatour der All Blacks. Die Mannschaft gewann ihre Länderspiele gegen Wales, England und Schottland. Gegen Irland konnte man jedoch nur ein Unentschieden erreichen, was bedeutete, dass man den ersten Grand Slam in der Geschichte des neuseeländischen Rugbys verfehlte. Hierzu hätten sie alle Spiele gegen die vier Home Nations des Rugby Unions gewinnen müssen. Außerdem verloren die All Blacks auf dieser Tour ihr Spiel gegen die Barbarians überraschend mit 11:23 im Cardiff Arms Park.
1976 tourte er mit den All Blacks in Südafrika. Diese Tour war mit drei Niederlagen und nur einem Sieg gegen die Nationalmannschaft des Gastgebers ein klarer Misserfolg. Während der Tour der British Lions in Neuseeland im Jahr 1977 spielte Going in zwei Länderspielen gegen die Lions. Danach war er für die letzten beiden Länderspiele nur noch Reservist. Ein Jahr später trat er vom aktiven Rugbysport zurück.
Für seine Verdienste im Rugby wurde er 1978 mit dem MBE geehrt. Trotz seines Rücktritts blieb er dem Rugbysport als Trainer erhalten. Er betreute zwischen 1988 und 1992 die Schulauswahlmannschaft seines alten Provinzverbandes North Auckland, der 1994 in Northland umbenannt wurde, bevor er von 1993 bis 1996 die Provinzauswahl von Northland in der neuseeländischen Meisterschaft namens National Provincial Championship (NPC) trainierte.